# Comuna de Mińsk Mazowiecki
Mińsk Mazowiecki (polaco: Gmina Mińsk Mazowiecki) é uma gmina (comuna) na Polónia, na [[Mazóvia (voivodia)|voivodia de Mazóvia e no condado de Mińsk.
De acordo com os censos de 2004, a comuna tem 12 780 habitantes, com uma densidade 113,8 hab/km².

## Área
Estende-se por uma área de 112,28 km², incluindo:
- área agricola: 66%
- área florestal: 22%

## Demografia
Dados de 30 de Junho 2004:
|                      | Total   | Total | Mulheres | Mulheres | Homens  | Homens |
| -------------------- | ------- | ----- | -------- | -------- | ------- | ------ |
|                      | pessoas | %     | pessoas  | %        | pessoas | %      |
| População            | 12 780  | 100   | 6369     | 49,8     | 6411    | 50,2   |
| Densidade (pop./km²) | 113,8   | 100   | 56,7     | 56,7     | 57,1    | 57,1   |

De acordo com dados de 2002, o rendimento médio per capita ascendia a 1168,4 zł.

## Subdivisões
- Sołectwa
- Chochół-Tartak
- Cielechowizna-Prusy
- Janów-Ignaców
- Osiny-Kolonia Janów.

## Comunas vizinhas
- Cegłów, Dębe Wielkie, Jakubów, Kołbiel, Mińsk Mazowiecki, Siennica, Stanisławów, Wiązowna